# Maculinea tatsienlouica
Maculinea tatsienlouica är en fjärilsart som beskrevs av Charles Oberthür 1912. Maculinea tatsienlouica ingår i släktet Maculinea och familjen juvelvingar. Inga underarter finns listade i Catalogue of Life.